# Caloplaca confusa
Caloplaca confusa är en lavart som beskrevs av Vondrák, Ríha, Arup &  Søchting. Caloplaca confusa ingår i släktet orangelavar och familjen Teloschistaceae.   Inga underarter finns listade i Catalogue of Life.